# Vogelfederberg
Der Vogelfederberg ist ein Berg in Namibia mit einer Höhe von 527 m. Der Berg liegt rund 50 km östlich von Walvis Bay und weist sehenswerte Felsformationen auf.